# هاو (نبراسکا)
هاو (به انگلیسی: Howe) یک منطقهٔ مسکونی در ایالات متحده آمریکا است که در نبراسکا واقع شده‌است. هاو ۳۱۰٫۹ متر بالاتر از سطح دریا قرار دارد.